# Zero (magazine)
Pour les articles homonymes, voir Zéro (homonymie).
Zero est un magazine gay espagnol  de parution mensuelle, dirigé par Miguel Ángel López. D'abord gratuit et imprimé à Madrid, il devient en 1998 un magazine mensuel d'envergure nationale. Son tirage en 2006 est de 50 000 exemplaires, avec une diffusion moyenne de 26 518
En 2008 un numéro coûte 4,95 € en Espagne, et peut se trouver dans les kiosques au Portugal, en Grèce, France, Allemagne, au Royaume-Uni, en Suisse, Belgique, Argentine, au Venezuela, en Andorre Mexique, Chili et en Équateur.
Faisant face à des difficultés financières, le magazine sort un numéro spécial en juillet 2009, puis un ultime numéro en novembre 2009.

## Contenu
Chaque numéro compte à peu près 150 pages. Il se distingue par une réalisation soignée et une esthétique photographique contemporaine. Des suppléments y sont inclus plusieurs fois dans l'année : ZDM (Zero de Moda), Cuídate (santé et beauté), Decora (design et décoration) et Destino (tourisme et voyages).
Une des actions les plus populaires de Zero a été de montrer en couverture des personnalités publiques qui ont plus ou moins soutenu les revendications LGBT. Sont ainsi apparus en couverture des personnalités politiques comme José Luis Rodríguez Zapatero, Gaspar Llamazares, Pasqual Maragall ou Alberto Ruiz-Gallardón, des militants comme Pedro Zerolo ou Carla Antonelli, des acteurs comme Javier Bardem, Loles León, Carlos Fuentes ou Cayetana Guillén Cuervo, des musiciens comme Alaska, Pedro Marín ou Nacho Canut et des journalistes comme Iñaki Gabilondo ou Emma García entre autres.
Zero s'est aussi illustré par ses efforts pour rendre visible l'homosexualité avec des personnalités qui se déclaraient homosexuelles dès la couverture. Ce fut le cas des reportages consacrés à un prêtre catholique, à un lieutenant général de l'armée, à un agent de la Guardia Civil, au juge de l'Audiencia Nacional, au chorégraphe Nacho Duato, au présentateur télé Jesús Vázquez, ou au réalisateur Alejandro Amenábar.